# Кирхбихъл
Кирхбихъл (на немски: Kirchbichl) е селище в Западна Австрия. Разположен е в окръг Куфщайн на провинция Тирол около река Ин. Надморска височина 515 m. Има жп гара. Отстои на около 58 km североизточно от провинциалния център град Инсбрук. Население 5294 жители към 1 април 2009 г.